# Leuza krokoszowata
Leuza krokoszowata, szczodrak krokoszowaty (Leuzea carthamoides (Willd.) DC.) – gatunek byliny z rodziny astrowatych. W stanie naturalnym rośnie głównie w rejonach górskich na Syberii (w górach Sajany, Ałtaj), w Azji Środkowej na wysokości powyżej 1700 m n.p.m. Gatunek tradycyjnie zaliczany był do rodzaju szczodrak Rhaponticum, który jednak jako przedlinneuszowski nie powinien być używany.

## Morfologia
KłączeZgrubiałe, zdrewniałe do 3 cm średnicy, o zapachu przypominającym żywicę.
ŁodygaDo 1,8 m wysokości, nierozgałęziona, owłosiona, zakończona prawie kulistym kwiatostanem.
LiścieSkrętoległe, głęboko wcinane, w kształcie eliptycznym lub podługowato-jajowatym.
KwiatyZebrane w duży koszyczek z kulistą okrywą. Kwiaty są w kolorze purpurowolilowym z 5 pręcikami i 1 słupkiem. Roślina zakwita w drugim roku życia w czerwcu-sierpniu.
OwocNiełupka w kolorze brunatnym zakończona pierzastymi szczecinkami.

## Zastosowanie
Roślina leczniczaRoślina znana mieszkańcom regionu od co najmniej 3 wieków. Właściwości lecznicze rośliny wykazał syberyjski podróżnik Grigorij Potanin z końcem  XIX wieku wskazując na jej działanie jako stymulatora energii mięśni. Pierwsze badania farmakologiczne przeprowadzono po II wojnie światowej, a pierwszy preparat w formie nalewki ukazał się w aptekach w roku 1955. Do celów leczniczych wykorzystuje się korzenie i kłącza zawierające m.in. kwas askorbinowy (ok. 0,1%), garbniki (5-10%), olejek eteryczny, karoten, inulinę, szczawian wapnia.
Wyciąg z rośliny i nalewka (przy użyciu 70-procentowego spirytusu) stosowana jest jako środek pobudzający i wzmacniający w zaburzeniach czynnościowych układu nerwowego, w stanach przemęczenia fizycznego i umysłowego. Jest używany również przy niemocy płciowej i w leczeniu alkoholizmu.
Do ogólnego użytku produkowany jest wzmacniający napój Sajany na bazie soku mandarynkowego z domieszką wyciągu z leuzei.
Roślina pastewnaCenna, podawana zwierzętom w formie kiszonki (z domieszką 10% leuzei) posiada właściwości wspomagające ich zdolność rozrodczą.

## Uprawa
Uprawiana może rosnąć na tym samym miejscu przez 5-8 lat.
RozmnażanieWczesną wiosną za pomocą wysiewanych nasion wprost do gruntu lub jesienią (jako ozimina). Gleba pod siew przygotowana tak jak dla roślin okopowych
ZbiórPlon coroczny zielonej masy z 1 ha dochodzi do ok. 35 t. Korzeń i kłącza zbierane są na koniec jesieni, zbiór niełupek na początku rozwinięcia się puchu kielichowego.